# Ernesto Amedeo di Anhalt-Plötzkau
Ernesto Amedeo di Anhalt-Plötzkau (4 settembre 1620 – 7 marzo 1654) è stato principe di Anhalt-Plötzkau dal 1653 al 1654.

## Biografia
Figlio del principe Augusto di Anhalt-Plötzkau e di sua moglie, Sibilla di Solms-Laubach, succedette al padre sul trono di Anhalt-Plötzkau alla morte di questi, il 22 agosto del 1653, ma governò per pochissimo tempo, sino al 1654.
Emmanuele Lebrecth morì infatti il 7 marzo di quell'anno, a Köthen, lasciando la successione al fratello Lebrecht, dal momento che egli non aveva contratto matrimonio e non aveva avuto eredi.

## Ascendenza
|                                             |                                    |                                   | Genitori                                         |  |  | Nonni |  |  | Bisnonni                     |  |  | Trisnonni                |  |
|                                             |                                    |                                   |                                                  |  |  |       |  |  | Giovanni IV di Anhalt-Zerbst |  |  | Ernesto di Anhalt-Zerbst |  |
|                                             |                                    |                                   |                                                  |  |  |       |  |  | Giovanni IV di Anhalt-Zerbst |  |  | Ernesto di Anhalt-Zerbst |  |
|                                             |                                    | Margherita di Münsterberg         |                                                  |  |  |       |  |  | Giovanni IV di Anhalt-Zerbst |  |  |                          |  |
| Gioacchino Ernesto di Anhalt                |                                    |                                   |                                                  |  |  |       |  |  | Giovanni IV di Anhalt-Zerbst |  |  |                          |  |
|                                             |                                    | Margherita di Brandeburgo         | Gioacchino I di Brandeburgo                      |  |  |       |  |  |                              |  |  |                          |  |
|                                             |                                    | Margherita di Brandeburgo         | Gioacchino I di Brandeburgo                      |  |  |       |  |  |                              |  |  |                          |  |
|                                             |                                    | Margherita di Brandeburgo         | Elisabetta di Danimarca                          |  |  |       |  |  |                              |  |  |                          |  |
| Augusto di Anhalt-Plötzkau                  |                                    | Margherita di Brandeburgo         |                                                  |  |  |       |  |  |                              |  |  |                          |  |
|                                             |                                    | Cristoforo di Württemberg         | Ulrico di Württemberg                            |  |  |       |  |  |                              |  |  |                          |  |
|                                             |                                    | Cristoforo di Württemberg         | Ulrico di Württemberg                            |  |  |       |  |  |                              |  |  |                          |  |
|                                             |                                    | Cristoforo di Württemberg         | Sabina di Baviera                                |  |  |       |  |  |                              |  |  |                          |  |
| Eleonora di Württemberg                     |                                    | Cristoforo di Württemberg         |                                                  |  |  |       |  |  |                              |  |  |                          |  |
|                                             |                                    | Anna Maria di Brandeburgo-Ansbach | Giorgio di Brandeburgo-Ansbach                   |  |  |       |  |  |                              |  |  |                          |  |
|                                             |                                    | Anna Maria di Brandeburgo-Ansbach | Giorgio di Brandeburgo-Ansbach                   |  |  |       |  |  |                              |  |  |                          |  |
|                                             |                                    | Anna Maria di Brandeburgo-Ansbach | Edvige di Münsterberg-Oels                       |  |  |       |  |  |                              |  |  |                          |  |
| Ernst Gottlieb, principe di Anhalt-Plötzkau |                                    | Anna Maria di Brandeburgo-Ansbach |                                                  |  |  |       |  |  |                              |  |  |                          |  |
|                                             | Federico Magnus I di Solms-Laubach | Ottone di Solms-Laubach           |                                                  |  |  |       |  |  |                              |  |  |                          |  |
|                                             | Federico Magnus I di Solms-Laubach | Ottone di Solms-Laubach           |                                                  |  |  |       |  |  |                              |  |  |                          |  |
|                                             | Federico Magnus I di Solms-Laubach | Anna di Meclemburgo-Schwerin      |                                                  |  |  |       |  |  |                              |  |  |                          |  |
| Giovanni Giorgio I di Solms-Laubach         | Federico Magnus I di Solms-Laubach |                                   |                                                  |  |  |       |  |  |                              |  |  |                          |  |
|                                             |                                    | Agnese di Wied                    | Giovanni III di Wied                             |  |  |       |  |  |                              |  |  |                          |  |
|                                             |                                    | Agnese di Wied                    | Giovanni III di Wied                             |  |  |       |  |  |                              |  |  |                          |  |
|                                             |                                    | Agnese di Wied                    | Elisabetta di Nassau-Dillenburg                  |  |  |       |  |  |                              |  |  |                          |  |
| Sibilla di Solms-Laubach                    |                                    | Agnese di Wied                    |                                                  |  |  |       |  |  |                              |  |  |                          |  |
|                                             |                                    | Giorgio I di Schönburg-Glauchau   | Ernesto III di Schönburg-Waldenburg-Lichtenstein |  |  |       |  |  |                              |  |  |                          |  |
|                                             |                                    | Giorgio I di Schönburg-Glauchau   | Ernesto III di Schönburg-Waldenburg-Lichtenstein |  |  |       |  |  |                              |  |  |                          |  |
|                                             |                                    | Giorgio I di Schönburg-Glauchau   | Amalia di Leisnig                                |  |  |       |  |  |                              |  |  |                          |  |
| Margherita di Schönburg-Glauchau            |                                    | Giorgio I di Schönburg-Glauchau   |                                                  |  |  |       |  |  |                              |  |  |                          |  |
|                                             |                                    | Dorotea di Reuss-Greiz            | Enrico XIV di Reuss-Greiz                        |  |  |       |  |  |                              |  |  |                          |  |
|                                             |                                    | Dorotea di Reuss-Greiz            | Enrico XIV di Reuss-Greiz                        |  |  |       |  |  |                              |  |  |                          |  |
|                                             |                                    | Dorotea di Reuss-Greiz            | Amalie von Mansfeld                              |  |  |       |  |  |                              |  |  |                          |  |
|                                             |                                    | Dorotea di Reuss-Greiz            |                                                  |  |  |       |  |  |                              |  |  |                          |  |